# 厚叶红淡比
厚叶红淡比（学名：Cleyera pachyphylla）为山茶科红淡比属下的一个种。

## 扩展阅读
- 維基物種上的相關：厚叶红淡比